# Francis Vuillemin
Francis Vuillemin, né le 11 mai 1968 à Besançon, est avocat au barreau de Paris. Il fut l'un des avocats de Maurice Papon, condamné pour complicité de crime contre l'humanité,,, et assure la défense du terroriste international Ilich Ramirez Sanchez dit Carlos,,. Il est également intervenu dans le procès de l'Ordre du Temple Solaire, l'affaire du bagagiste de Roissy, le cas de l'enlèvement d'Isaac Setti, le procès du Cercle Wagram, l'instruction du volet financier de l'affaire Karachi ou la défense de Mehdi Nemmouche. Il fut aussi l'avocat de John Galliano et de Ziad Takieddine. Il est l’auteur de La Robe et l'Épée, paru aux éditions L'Harmattan en 2011.

## Biographie
Après des études de droit à l’Université de Bourgogne (Dijon) et à l’Université Paris 1 Panthéon-Sorbonne, il intègre l’École de formation professionnelle des barreaux de la Cour d'appel de Paris (EFB) et prête serment le 25 janvier 1995. Il devient dès lors le collaborateur de Jean-Marc Varaut, avant d’ouvrir son propre cabinet en 1999.

## Affaires judiciaires

### L'affaire Papon
Devant la cour d'assises de Bordeaux, lors du plus long procès criminel de l'histoire judiciaire française de l'après-guerre (8 octobre 1997-2 avril 1998), Jean-Marc Varaut et Francis Vuillemin défendent Maurice Papon, 87 ans, accusé de complicité de crime contre l'humanité  pour avoir ordonné la déportation de juifs sous l'Occupation allemande lorsqu'il était secrétaire général de la préfecture de la Gironde, avant de devenir préfet de Police du général de Gaulle (1958-1967), puis ministre du Budget sous Valéry Giscard d'Estaing (1978-1981). 
Le procureur général requiert une peine de vingt ans et certains avocats de la partie civile réclament la perpétuité. Francis Vuillemin plaide l'acquittement en se focalisant sur la personnalité de Maurice Papon et son action dans la Résistance,,. Le 2 avril 1998, l’accusé déclaré coupable est condamné à la peine de dix ans de réclusion criminelle. Le verdict se serait joué à une voix près.
Après son extradition de Suisse où il s'était enfui à Gstaad, Maurice Papon est incarcéré le 22 octobre 1999 à la prison de Fresnes. Francis Vuillemin dénonce ses conditions de détention en rendant publique une lettre adressée le 9 novembre 1999 au garde des Sceaux qu'il menace d'une plainte pour violation de l'article 223-1 du Code pénal réprimant « le fait d'exposer directement autrui à un risque immédiat de mort ou de blessures (...) par la violation manifestement délibérée d'une obligation de sécurité ou de prudence. » Son client est transféré quatre jours plus tard au quartier des personnalités de la prison de La Santé. Le 18 septembre 2002, Jean-Marc Varaut et Francis Vuillemin obtiennent sa libération devant la cour d'appel de Paris qui ordonne la suspension de sa peine pour motif médical, suscitant une forte polémique,,.
Lorsque Maurice Papon meurt le 17 février 2007 à l'âge de 96 ans,, son avocat annonce qu'il veillera à son inhumation avec la Légion d'honneur, décoration dont il avait été déchu à la suite de sa condamnation. Le grand chancelier de la Légion d'honneur et les responsables politiques s'opposent vivement à ce projet,,,. Le 21 février 2007, à l'issue des funérailles, Francis Vuillemin déclare: « La classe politique peut bien aboyer, elle ne m'impressionne pas. J'ai tenu parole. La croix de commandeur de la Légion d'honneur, reçue des mains du général de Gaulle, veille sur l'âme de Maurice Papon pour l'éternité. Les symboles sont plus forts que le droit. »,,

### Les procès Carlos
En 1998, après s’être séparé de Jacques Vergès, Carlos désigne Francis Vuillemin pour assurer sa défense aux côtés d’Isabelle Coutant-Peyre,. Ilich Ramirez Sanchez alias Carlos est vénézuélien et, alors que le président du Venezuela Hugo Chavez (1999-2013) lui manifeste publiquement sa solidarité, l'hebdomadaire Le Point indique que Francis Vuillemin aurait été reçu à Caracas au plus haut niveau de l'État. Dans La Robe et l'Épée, l’avocat dit avoir également rencontré Hugo Chavez en 1999 à Paris.
En 1999, devant la chambre de l'instruction de la cour d'appel de Paris, le défenseur s'oppose à l'extradition de Carlos vers l'Autriche, qui souhaitait le juger pour la prise d'otages meurtrière de onze ministres au siège de l'OPEP (Organisation des pays exportateurs de pétrole) le 21 décembre 1975 à Vienne.
Le 25 janvier 2006, il plaide à Strasbourg devant la Grande Chambre de la Cour européenne des droits de l'homme (CEDH) contre le régime carcéral d'isolement total de son client durant dix ans. Par un arrêt du 4 juillet 2006, la France est condamnée pour violation de l'article 13 de la Convention européenne des Droits de l'Homme. Carlos bénéficie depuis lors d'un régime normal de détention, sous le statut DPS (détenu particulièrement signalé). 
Ilich Ramirez Sanchez avait déjà été condamné en 1997 pour le meurtre de deux agents de la DST et de leur indicateur le 27 juin 1975. Face à son confrère Francis Szpiner du côté des parties civiles, Francis Vuillemin plaide pour Carlos en 2011,, 2013,,,,, 2017,, et 2018 devant la cour d'assises spéciale de Paris lors de quatre procès,,,, à l'issue desquels l'accusé est condamné à deux nouvelles reprises à la réclusion criminelle à perpétuité, d'une part pour les attentats de la rue Marbeuf et contre le train Le Capitole Paris-Toulouse en 1982, contre le TGV Marseille-Paris et la gare Saint-Charles à Marseille en 1983, et d'autre part pour l’attentat du Drugstore Publicis en 1974,,.

### Autres affaires notables

#### Le procès de l'Ordre du Temple Solaire
En 2001, Francis Vuillemin plaide à Grenoble pour les familles des victimes, au procès du chef d'orchestre Michel Tabachnik, dont les audiences sont couvertes par une centaine de journalistes français et étrangers. Jo Di Mambro et Luc Jouret décédés, le dernier gourou de l'Ordre du Temple Solaire est jugé après la mort de 74 adeptes lors des "transits sur Sirius", en 1994 en Suisse, en 1995 en France, où sont découverts seize cadavres carbonisés dans le Vercors, et enfin en 1997 au Canada. Tentant de décrypter le sens caché de la doctrine ésotérique de Tabachnik, Francis Vuillemin, selon le journal Le Monde, développe longuement « une thèse originale selon laquelle l'OTS n'était pas une secte apocalyptique, mais un ordre initiatique luciférien », et soutient que cette société secrète vouant un culte à Lucifer offrait la mort de ses membres en sacrifice à celui-ci,.

#### L'affaire du bagagiste de Roissy
En 2004, il défend Patrick Pouchoulin, jugé avec Fatiah et Ahmed Béchiri (parents de Louisa, morte brûlée vive en 2002), pour avoir, sur le parking de l'aéroport, placé des armes et explosifs militaires dans le véhicule de leur gendre Abderrezak Besseghir, bagagiste à Roissy,. Après les attentats du 11 septembre 2001, le stratagème visait à faire incarcérer Besseghir en le faisant passer pour un terroriste islamiste préparant un attentat aérien, les parents de Louisa Béchiri, refusant la thèse judiciaire de son suicide, étant convaincus qu’il était l’assassin de leur fille,,,.

#### L'enlèvement d'Isaac Setti
En 2012, Francis Vuillemin est l’avocat d'Isaac Setti devant la cour d'assises de Pontoise, au procès des ravisseurs de ce chef d'entreprise,,, enlevé le 4 juillet 2008 par un commando de faux policiers exigeant 350 000 euros de sa famille sous peine de mutilations et de mort. Au moment du versement de la rançon, l’homme est sauvé grâce à un dispositif policier exceptionnel, et ses geôliers arrêtés qui écoperont de 8 à 13 ans de réclusion criminelle,.

#### Le putsch du Cercle Wagram
Il est le défenseur du banquier du Cercle Wagram (joueur professionnel chargé de tenir la banque dans un cercle de jeu), jugé avec neuf autres Corses défendus notamment par Éric Dupond-Moretti, devant le tribunal correctionnel de Paris en 2012 et la cour d'appel en 2014, des chefs d'association de malfaiteurs et extorsion pour avoir participé en janvier 2011 à un coup de force ayant évincé la direction du célèbre établissement parisien de l'avenue de Wagram au profit d’une nouvelle équipe liée au gang de la Brise de Mer.

#### L'affaire Karachi et Ziad Takieddine
Jusqu'en 2014, Francis Vuillemin est, avec son confrère Dominique Penin, l’avocat de l'homme d'affaires Ziad Takieddine,, mis en examen dans le volet financier de l’affaire Karachi, (soupçons de rétro-commissions sur les ventes d'armes à l'Arabie Saoudite et au Pakistan, en relation possible avec le financement de la campagne présidentielle d'Edouard Balladur contre Jacques Chirac en 1995 et avec l'attentat du 8 mai 2002 à Karachi). En 2012, les avocats déposent une plainte pour complicité et recel d'abus de biens sociaux contre l’ancien Premier ministre devant la Cour de justice de la République, et une seconde plainte contre le juge Renaud Van Ruymbeke du chef d’atteinte arbitraire aux libertés.

#### Le djihadiste Mehdi Nemmouche
Depuis 2017, il est l'avocat en France de Mehdi Nemmouche, djihadiste français mis en examen le 15 novembre 2017 du chef d'enlèvement et séquestration en bande organisée en relation avec une entreprise terroriste, et ce à la suite de l'enlèvement en 2013 par le groupe État Islamique de quatre journalistes Français en Syrie (Didier François, Édouard Elias, Nicolas Hénin et Pierre Torrès), libérés dix mois plus tard en 2014.

#### Clients divers
Francis Vuillemin fut longtemps l'avocat du styliste britannique John Galliano, alors directeur artistique de Dior (1996-2011), de l'aventurier Philippe Verdon, jusqu'à son exécution par Al-Quaïda au Maghreb Islamique en 2013 au Mali, ou encore du groupe international d'ingénierie Spie,.

## Ouvrage
- La Robe et l'Épée (Francis Vuillemin, Éditions L'Harmattan, 2011)  (ISBN 978-2-296-54317-1) (évocation de ses premières grandes affaires criminelles et de sa conception du rôle de l'avocat)[94],[95].